# Pheidologeton petulens
Pheidologeton petulens är en myrart som beskrevs av Santschi 1920. Pheidologeton petulens ingår i släktet Pheidologeton och familjen myror. Inga underarter finns listade i Catalogue of Life.